# Erich Fellgiebel
Fritz Erich Fellgiebel, nemški general, * 4. oktober 1886, † 4. september 1944.

## Življenjepis
20. julija 1944 je bil aretiran zaradi sodelovanja v atentatu na Hitlerja in pozneje obešen.

## Napredovanja
- 19. 9. 1905 fahnenjunker
- 21. 5. 1906 fähnrich
- 27. 1. 1907 poročnik
- 4. 7. 1914 nadporočnik
- 18. 8. 1915 stotnik
- 1. 4. 1928 major
- 1. 2. 1933 podpolkovnik
- 1. 2. 1935 polkovnik
- 1. 3. 1938 generalmajor
- 1. 2. 1940 generalporočnik
- 1. 8. 1940 general komunikacijskih enot